# 巴托縣 (喬治亞州)
巴托縣（英語：Bartow County）是美國喬治亞州西北部的一個縣。面積1,218平方公里。根據美國2000年人口普查，共有人口76,019人。縣治卡特斯維爾（Cartersville）。
成立於1832年12月3日，原名卡斯縣（Cass County）。1861年12月6日改名，以紀念南北戰爭南方軍官法蘭西斯·S·巴托（Francis. S. Bartow）。